# Bruno Mahlow junior
Bruno Mahlow (* 27. Juni 1937 in Moskau, Sowjetunion; † 22. Februar 2023 in Berlin) war ein deutscher SED-Funktionär und Diplomat der DDR.

## Leben
Mahlow wurde als Sohn des in die Sowjetunion emigrierten KPD-Funktionärs Bruno Mahlow (1899–1964) in Moskau geboren. Nach dem deutschen Überfall auf die Sowjetunion wurde er mit seiner Familie im August 1941 zunächst nach Astrachan, anschließend nach Taschkent evakuiert, wo er 1944 eingeschult wurde, und kehrte 1947 nach Berlin zurück. Mahlow besuchte die Oberschule und anschließend die Arbeiter-und-Bauern-Fakultät in Halle (Saale), an der er 1955 sein Abitur ablegte. Danach studierte er 1955 bis 1961 am Institut für Internationale Beziehungen in Moskau und schloss sein Studium als Diplom-Staatswissenschaftler ab. 1957 trat er der SED bei.
Nach Abschluss seines Studiums trat er in den Diplomatischen Dienst der DDR ein. Von 1962 bis 1964 war er Mitarbeiter im Ministerium für Auswärtige Angelegenheiten der DDR  und von 1964 bis 1967 Erster Sekretär der Botschaft der DDR in Peking. Dabei wurde seine schwangere Frau Opfer eines gewalttätigen Übergriffs der Roten Garden.
Ab 1967 war er als Mitarbeiter, von August 1973 bis November 1989 als stellvertretender Abteilungsleiter und dann bis Dezember 1989 als Leiter der Abteilung Internationale Beziehungen des Zentralkomitees (ZK) der SED tätig. Dabei nahm er an den jährlichen Interkit-Konferenzen teil (inoffiziell auch als Antichinesische Internationale bzw. auf Chinesisch als Fanhua Guoji bezeichnet), zu denen die Sowjetunion seit 1967 auf die Insel Krim einlud, um in der Auseinandersetzung mit der Volksrepublik China die sozialistischen Bruderstaaten auf ihrer Seite zu halten. Seit Mai 1976 war er Kandidat und seit April 1981 Mitglied der Zentralen Revisionskommission der SED. Von 1981 bis 1989 war er Mitglied der Außenpolitischen Kommission des Politbüros des ZK der SED. Auf seiner letzten Interkit-Konferenz 1982 verweigerte er nach vorheriger Absprache die Unterschrift unter dem von der sowjetischen Delegation vorbereiteten Protokoll und forderte, zur Verständigung mit China endlich konstruktive Schritte zu unternehmen. Danach befasste sich die China-Kommission des Politbüros des ZK der KPdSU mit diesem Vorfall und kritisierte Erich Honecker namentlich. Die letzte Interkit-Konferenz fand 1985 in Moskau ohne Bruno Mahlow statt.
Von 1974 bis 1989 war Mahlow Mitglied des Zentralvorstandes der Gesellschaft für Deutsch-Sowjetische Freundschaft, von 1985 bis 1989 stellvertretender Vorsitzender des Freundschaftskomitees DDR-China.
Ab 1990 war Mahlow Berater der Internationalen Kommission beim Parteivorstand der PDS.
In den 1990er Jahren machten sich Unternehmen wie die Dussmann Group Mahlows Beziehungen bei der Geschäftsanbahnung in der Volksrepublik China zunutze.
Mahlow war bis 2022 Mitglied des Ältestenrates der Partei Die Linke. Er gehörte zu den ständigen Autoren der kommunistisch-sozialistischen Monatsschrift RotFuchs. Ab November 2022 war Mahlow Mitglied der DKP.

## Auszeichnungen
- Vaterländischer Verdienstorden in Bronze (1974), in Silber (1976) und in Gold (1987)

## Publikationen
- Im eigenen Namen. Marx und Lehren für die Gegenwart. edition ost, Berlin, 2019, ISBN 978-3-947094-31-8.
- Ein Hoch auf die Russen und die Revolution. Texte von 2012 bis 2017. (Aufsatzsammlung), verlag am park, berlin, 2017, ISBN 978-3-947094-00-4.
- Wir stehen in der Geschichte und damit in der Verantwortung. Texte 2004 bis 2012. Edition Ost, Berlin 2012, ISBN 978-3-89793-285-2
- Internationale Arbeiterbewegung und revolutionärer Kampf in der Gegenwart (wissenschaftliche Gesamtredaktion). Dietz, Berlin 1973.
- Kommunistische Bewegung und revolutionärer Kampf (Leitung des Autorenkollektivs). Dietz, Berlin 1979.
- Einführung in Lenins Schrift „Zwei Taktiken der Sozialdemokratie in der demokratischen Revolution“ (zusammen mit Götz Dieckmann). Dietz, Berlin 1980 (5. Auflage, 1989).
- Die Kommunisten und ihr Zusammenwirken (zusammen mit Harald Neubert). Dietz, Berlin 1983.

### Artikel
- Lenin über die richtige Verbindung von Nationalem und Internationalem in der Politik der kommunistischen Parteien I/II. In: Einheit, Jg. 25 (1970) Heft 4, S. 472 ff. und Heft 5, S. 662 ff.
- Arbeiterklasse gegen Monopolkapital. In: Einheit, Jg. 26 (1971), Heft 9, S. 1007–1016.
- Die Verantwortung der Kommunisten für die Sicherheit in Europa. Wandel vom Kalten Krieg zur Entspannung. In: Militärwesen (1974), Heft 9, S. 11–18.
- Die Kommunisten – entschiedenste Kraft in den Kämpfen unserer Zeit. In: Einheit, Jg. 40 (1985), Heft 3, S. 251–257.
- Höchstes Gebot: Dauerhafte Wende zur Entspannung. In: horizont, Jg. 20 (1987), Heft 11, S. 3–5.
- Auf sozialistischem Wege. Zum 40. Jahrestag der Gründung der Volksrepublik China. In: Einheit, Jg. 44 (1989), Heft 9/10, S. 947–952.
- Die EU-Osterweiterung: Probleme und Chancen? Referat auf dem Friedensratschlag Dezember 2003. Auf der Seite der AG Friedensforschung an der Universität Kassel.
- EU-Russland: „Risse im gemeinsamen Haus“ Referat auf dem Friedensratschlag Dezember 2004. Auf der Seite der AG Friedensforschung an der Universität Kassel.